# 鳥取市気高循環バス
鳥取市気高循環バス（とっとりしけたかじゅんかんバス、通称：ときめき号）とは、鳥取県鳥取市気高町・鹿野町で運行するコミュニティバス。自家用自動車（白ナンバー）による有償運送である。運行は翼運輸に委託されている。
浜村駅を起点とする、4路線6ルートが運行されている。

## 概要
鳥取市の気高町・鹿野町地域では路線バスの空白地域があったため、鳥取市が中心となり、循環バスの設定を行った。
なお、土曜日・日曜日・祝日及び年末年始（12月29日 - 1月3日）は運休となる。

## 沿革
- 1994年4月1日 日ノ丸自動車瑞穂線の廃止により、旧気高町が無料福祉バスを運行開始。
- 2003年6月1日 運行区域を拡大。
- 2006年7月3日 「鳥取市気高循環バス」に再編。同時に有料化。
- 2008年10月1日 日ノ丸自動車逢坂線の廃止により、専用車両を1台増車（鳥取市役所青谷町総合支所で使用されていた自家用小型バスを転用）し、逢坂線を増便・経路変更。同時に運賃を区間制から均一制へ変更[1]。
- 2016年4月1日 日ノ丸自動車河内上光線の廃止により、専用車両を1台増車し、宝木河内線を新設。瑞穂鹿野線と瑞穂上光線を統合し、瑞穂宝木線に変更[2][3]。
- 2019年9月30日 鳥取市と翼運輸が「鳥取市の公共交通の維持・確保に関する連携協定」を締結[4]。
- 2019年10月1日 日本交通の乗務員不足のため、1台の委託先を翼運輸に変更し、日本交通2台・翼運輸1台となる[5]。
- 2020年4月1日 日本交通の乗務員不足のため、残る2台の委託先も翼運輸に変更し、翼運輸3台となる[5]。

## 各営業所（車庫）所在地
- 翼運輸
  - 鳥取県鳥取市鹿野町鷲峯236

## 現行路線
料金は均一制で、大人200円（小学生・障害者等は100円）、幼児は無料。
（停留所名）は一部の便のみ停車。＜停留所名/停留所名＞はどちらかを経由。
国道9号を除き、原則としてバス停以外でも乗降可能。
- 宝木河内線
  - 宝木駅 - 宝木小学校 - 上光 - 閉野 - （鬼入道） - 日ノ丸鹿野営業所 - 鹿野町総合支所 - （鹿野学園流沙川学舎） - 南川 - 小別所 - 鷲峰 - 河内
- 瑞穂宝木線
  - 浜村駅 - 浜村中央 - 矢口 - 宝木駅 - 宝木小学校 - 上光 - 閉野 - 日ノ丸鹿野営業所 - （鹿野町総合支所 - 今町 - 鹿野温泉病院） - 上宿 - 瑞穂小学校 - 矢口 - 浜村中央 - 浜村駅
    - 上記は右回り（午後便）。左回り（午前便）は文末方向から順番にとまる。鹿野町総合支所・今町・鹿野温泉病院は左回り（午前便）のみ経由。
- 船磯線
  - 浜村駅 → 浜村小学校前 → 下原新田 → 姉ヶ泊（国道） → 船磯下 → 姉ヶ泊（県道） → 下原新田 → 浜村小学校前 → 浜村駅
    - 右回りのみ運行。
- 逢坂線
  - 浜村駅 - 八幡 - 睦逢 - 山ノ宮逢坂小学校 - （上殿） - 下石公民館 - 鹿野温泉病院 - ＜山紫苑前 - 今市/今町＞ - 鹿野町総合支所 - ＜今町/今市 - 山紫苑前＞ - 鹿野温泉病院 - 小別所 - （鷲峰） - 小別所 - 上殿 - 山ノ宮逢坂小学校 - 睦逢 - 八幡 - 浜村駅
  - 浜村駅 - 八幡 - 睦逢 - 山ノ宮逢坂小学校 - 上殿 - 南川 - 鹿野町総合支所 - （鹿野学園流沙川学舎） - 南川 - 小別所 - 鷲峰 - 河内
  - 浜村駅 - 八幡 - 睦逢 - 山ノ宮逢坂小学校 - 上殿 - 南川 - （鹿野学園流沙川学舎） - 鹿野町総合支所 - 日ノ丸鹿野営業所 - 鬼入道
    - 冬季（12月1日 - 3月31日）は一部便が気高中学校を経由する。

## 車両
- 小型バス（三菱ふそう・ローザ）3台で運行。

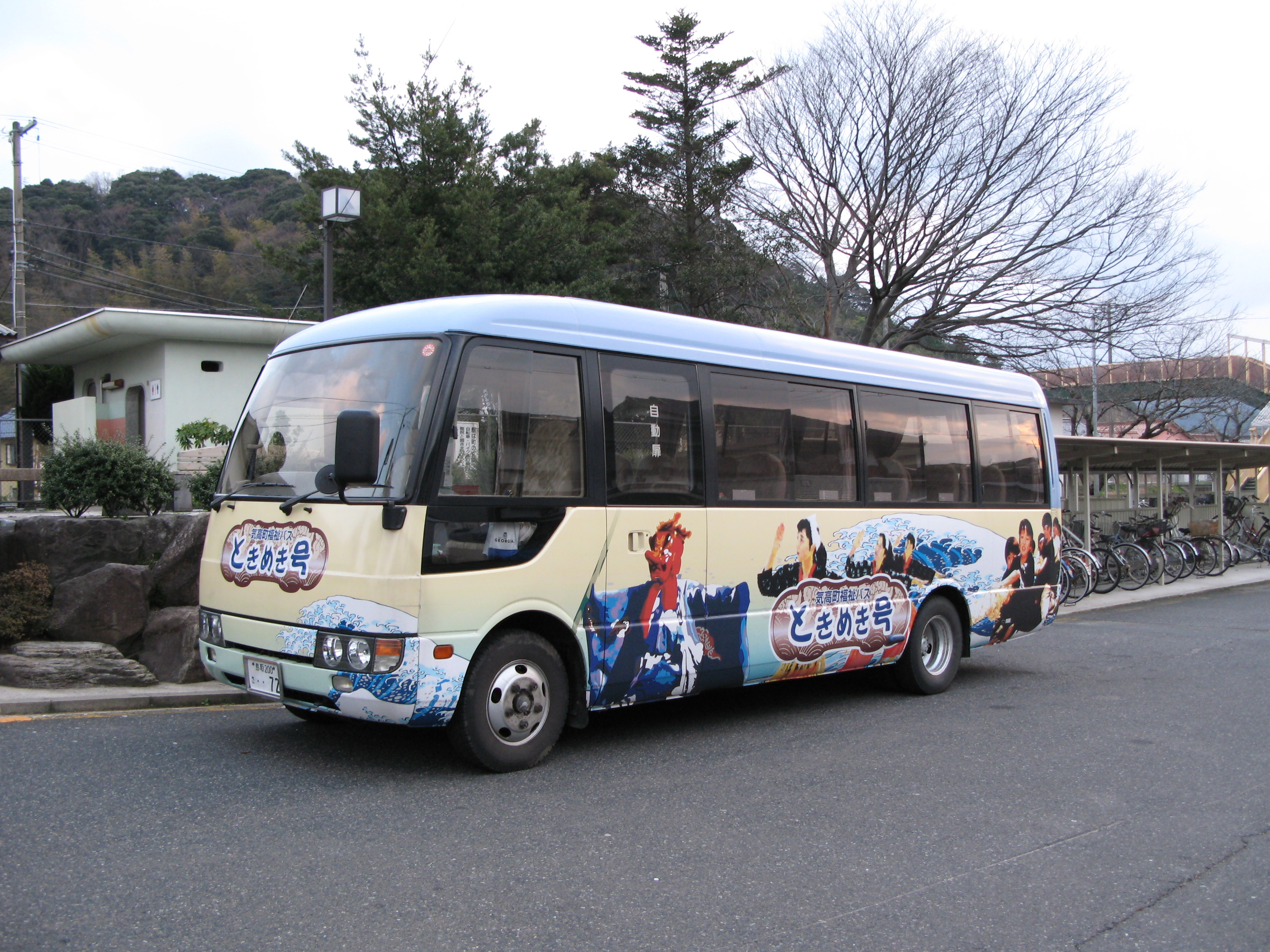
ときめき号の車両（2008年3月）